# (12074) Carolinelau
(12074) Carolinelau (1998 FZ68) – planetoida z pasa głównego asteroid okrążająca Słońce w ciągu 4,16 lat w średniej odległości 2,59 j.a. Odkryta 20 marca 1998 roku.